# マルガレーテ・フォン・プロイセン
マルガレーテ・ベアトリーツェ・フェオドラ・フォン・プロイセン （ドイツ語: Margarethe Beatrice Feodora von Preußen, 1872年4月22日 - 1954年1月22日）は、ヘッセン＝カッセル方伯家家長フリードリヒ・カールの妃。夫は短期間フィンランド国王カールレ1世を称したため、マルガレーテも王妃となった。

## 生涯
のちのドイツ皇帝フリードリヒ3世とその皇后ヴィクトリアの末娘（第8子）として生まれた。家族内ではモッシー（Mossy）と呼ばれ、姉ヴィクトリア、ゾフィアらと同様、母ヴィクトリアからイギリス式に身近で愛情を受けて育った。
1893年1月25日、マルガレーテはヘッセン公子フリードリヒ・カールと結婚。彼の母親マリア・アンナはプロイセン王女であるため、2人は親戚同士であった。2人の結婚は非常に幸福なものであったといい、二組の双子を含む6人の子供たちに恵まれた。

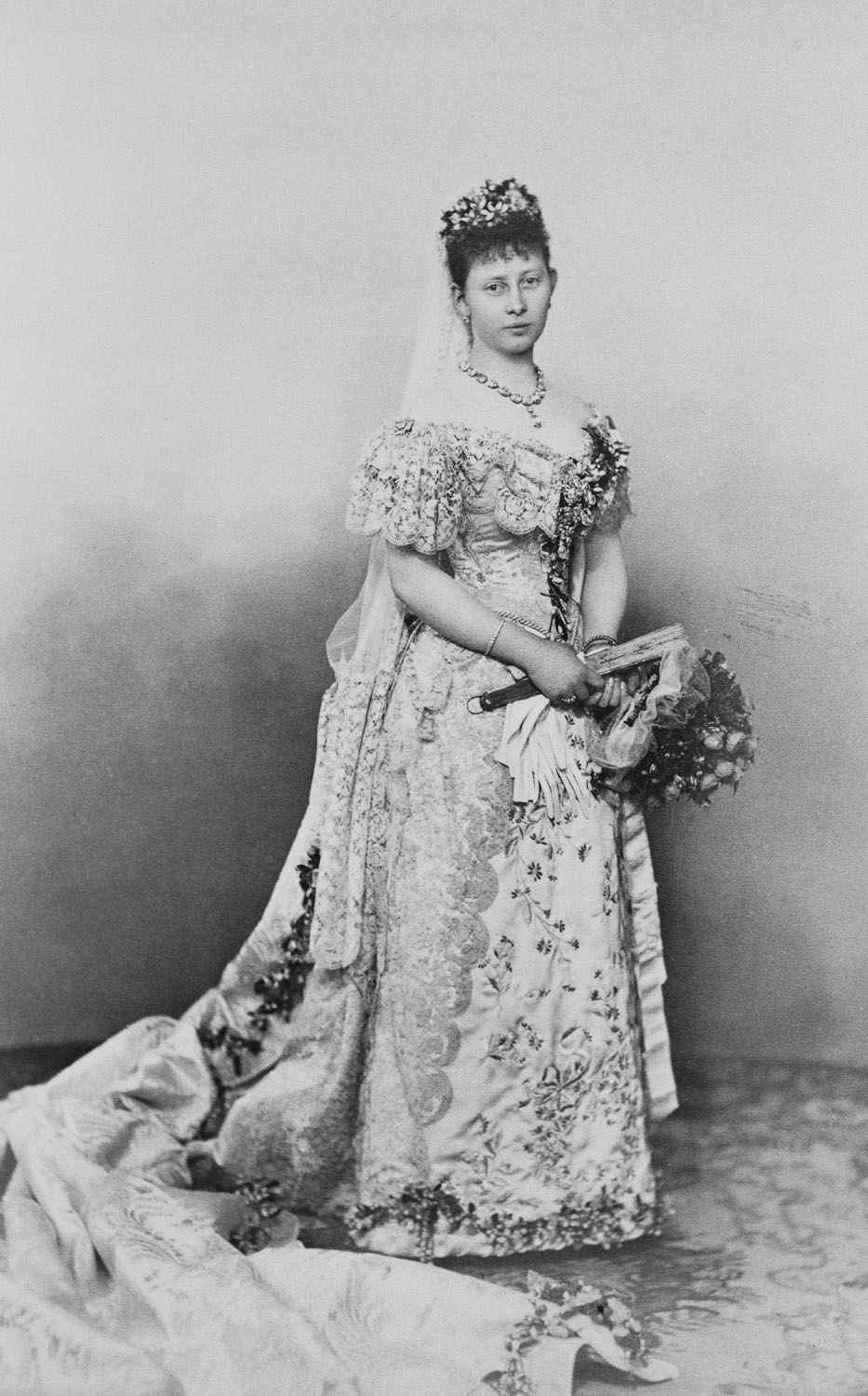
結婚式の日のマルガレーテ

- フリードリヒ・ヴィルヘルム（1893年 - 1916年） - 第一次世界大戦中、従軍していたルーマニアで戦死
- マクシミリアン（1894年 - 1914年） - 第一次世界大戦中、従軍していたフランスで戦死
- フィリップ（1896年 - 1980年） - イタリア王女マファルダと結婚
- ヴォルフガング（1896年 - 1989年）
- リヒャルト（1901年 - 1969年）
- クリストフ（1901年 - 1943年） - ギリシャ・デンマーク王女ソフィアと結婚

次男マクシミリアンは、戦場で落命した後、彼がドイツ皇帝の甥であることを知った近郊の村民らに秘密裡に葬られた。司祭は、ベルギーが解放され賠償金が支払われるまでは、彼の墓の確認を拒み続けた。四男ヴォルフガングは、イギリス当局に支援を訴え、直ちに調査がされマクシミリアンの遺体は家族の元へ帰された。
1918年、マルガレーテの夫フリードリヒ・カールは新興国フィンランドの王となることを受諾。カールレと名乗って王位に就くが、ドイツの第一次世界大戦敗戦とともに辞退を余儀なくされた。彼女は一時期フィンランド王妃を名乗ったが、彼女の前にフィンランド王妃となったのは、母方の従妹であるロシア皇后アレクサンドラ・フョードロヴナであった。退位した後、フリードリヒ・カールは兄のあとを継いでヘッセン＝カッセル家当主となった。